# Odvardt Helmoldt von Lode
Odvardt Helmoldt von (også de) Lode (født ca. 1726, død 3. september 1757) var en dansk kobberstikker.
Han var søn af maler og stempelskærer Gustav de Lode den ældre. Lode, som var maler i Viborg og senere i København, omtales første gang 1742, da han stak kongelig navnechiffre på et theservice. Fra 1743 kalder han sig på flere blade Chalc. Reg. Soc. Dan.. 
1745 stak han titelkobberet til den samme år i Altona udkomne udgave af Erasmus Rotterodamus’Dårligheds berømmelse og i de følgende år en hob for deres tid respektable portrætter: Tyge Brahe, Norcross, Henning og A. G. Moltke, Erik Thott, Ole Worm, Tordenskiold, Caspar Rothe, Morten Reenberg (1746), Holberg (1752), J.L. Holstein (1757) o. fl. 
Først i 1755 fik han Akademiets store fjerdingårspræmie eller sølvmedalje. 1754 havde han ægtet vinhandlerdatteren Karen Nordrup. Lodes kår var små. 1755 bevilgedes det ham at måtte stikke de 12 oldenborgske konger for en vis betaling. Han fik Christian I færdig (1757), men døde samme år. Hans enke døde 1763. 